# Jay C. Flippen

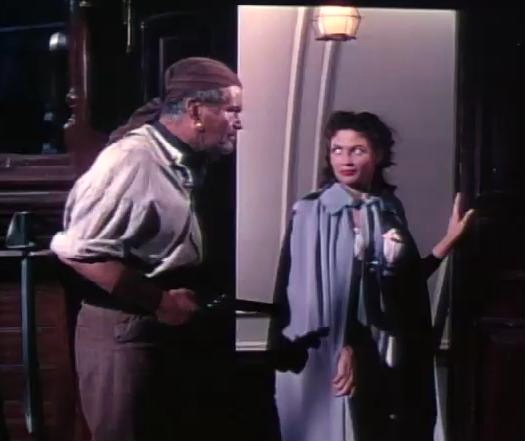
En Buccaneer's Girl (1950), con Yvonne De Carlo

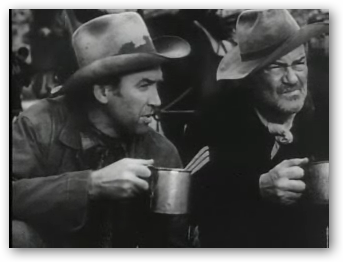
En Winchester '73 (1950), con James Stewart

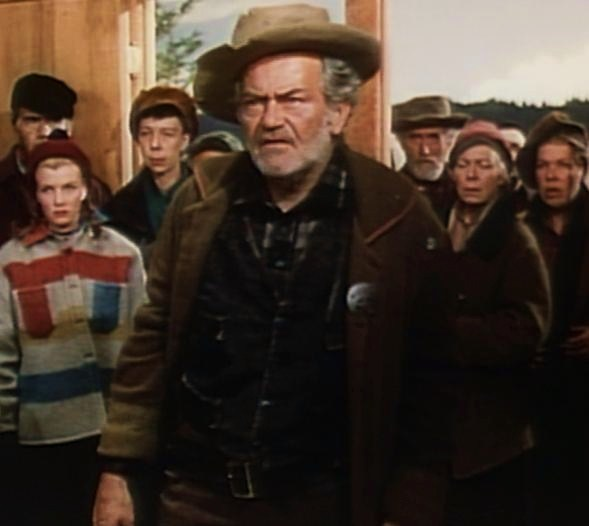
En Tierras lejanas (1954)

Jay C. Flippen (6 de marzo de 1899 – 3 de febrero de 1971) fue un actor teatral, cinematográfico y televisivo de nacionalidad estadounidense, principalmente activo en las décadas de 1940 y 1950.

## Biografía

### Carrera
Nacido en Little Rock, Arkansas, Flippen fue un respetado actor y cantante teatral y de vodevil antes de iniciar su carrera en el cine. Había sido descubierto por el comediante afroamericano Bert Williams en los años 1920. En ocasiones actuó con la cara pintada de negro (blackface), haciéndose llamar "The Ham What Am". Flippen fue primer artista en seis ocasiones con shows de vodevil del Palace Theatre de Nueva York entre marzo de 1926 y febrero de 1931.
También fue locutor radiofónico anunciando los juegos de los New York Yankees, además de ser uno de los primeros presentadores de concursos. Entre los años 1924 y 1929 Flippen grabó más de treinta canciones para los sellos Columbia Records, Perfect Records y Brunswick Records.
Su primera película, el corto de Warner Bros. "The Ham What Am" (1928), lo recoge como artista de vodevil, y aunque hizo otros cortos en los años 1930, realmente su carrera en el cine no comenzó hasta 1947. Entre los filmes más destacados de Flippen figuran cinco rodados junto a James Stewart bajo la dirección de Anthony Mann en la década de 1950. También trabajó junto a John Wayne, actor con el que coincidió en tres películas, Infierno en las nubes (1951), Jet Pilot (1957) y Hellfighters (1968). También actuó en otra película de John Wayne, La conquista del Oeste (1962), pero rodó su única escena junto a Debbie Reynolds y Gregory Peck.
También fue actor televisivo, siendo uno de sus papeles el de Gabe Jethrow en el episodio "Four Came Quietly" (1960) de la serie de la CBS del género western Johnny Ringo, protagonizada por Don Durant. En 1962 fue artista invitado en la serie de American Broadcasting Company Bus Stop, interpretando a Mike Carmody en "Verdict of 12". Ese mismo año trabajó en Follow the Sun como Fallon en el capítulo "The Last of the Big Spenders". También trabajó en el show de ABC Los Intocables, siendo Al Morrisey en "You Can't Pick the Number" (1959) y Big Joe Holvak en "Fall Guy" (1962). En la temporada 1962-63 Flippen encarnó a Homer Nelson en la sitcom de NBC Ensign O'Toole, que protagonizaba Dean Jones.
Otra serie de CBS en la que fue invitado era The Dick Van Dyke Show en su primera temporada, interpretando a Happy Spangler. En 1963 trabajó en Bonanza, y en 1964 fue Owney en un episodio del show western de CBS Gunsmoke, con James Arness. Actuó cuatro veces en la serie de NBC El virginiano en los años 1960, y en 1966 actuó también en la comedia western de ABC The Rounders. Al año siguiente, junto a Tom Tryon actuó en el episodio "Charade of Justice", perteneciente a la serie western de NBC The Road West. Tras sufrir la amputación de una pierna en 1965, Flippen continuó actuando, usualmente utilizando una silla de ruedas, tal y como ocurrió en un episodio de 1966 de El virginiano y en la entrega  "A Very Cool Hot Car", emitida en 1967 dentro del show Ironside y en la película de 1968 Hellfighters.

### Vida personal
Flippen estuvo casado 25 años con la guionista Ruth Brooks Flippen.
Mientras rodaba Cat Ballou en 1965, hubo de sufrir la amputación de una de sus piernas a causa de una severa infección, la cual se había originado por una leve escoriación con la puerta de un coche que probablemente se complicó con su diabetes. Flippen finalizó sus escenas en la película con grandes dolores y, tras la amputación, mantuvo un corto período de recuperación  antes de volver al trabajo, aceptando papeles que no ocultaban su discapacidad.
Jay C. Flippen falleció el 3 de febrero de 1971 en Los Ángeles, California, a los 71 años de edad, durante una operación para tratar un aneurisma. Fue enterrado en una cripta en el Cementerio Westwood Village Memorial Park.

## Teatro (selección)
- 1925 : June Days, música de J. Fred Coots, letra de Clifford Grey
- 1926 : Hello, Lola, música de William B. Kernell, letra de Dorothy Donnelly
- 1926 : The Great Temptations, música de Maurice Rubens, letra de Clifford Grey, con Arthur Treacher
- 1927 : Padlocks of 1927, música de Lee Davis y Jesse Greer, letra de Billy Rose
- 1930 : Second Little Show, música de Arthur Schwartz, letra de Howard Dietz
- 1938-1941 : Hellzapoppin, música y letra de Sammy Fain y Charles Tobias
- 1944 : Take a Bow, música de Ted Murray y Benny Davis, letra de Benny Davis, con Chico Marx

## Filmografía (selección)

### Cine
- 1929 : The Home Edition, de Monte Brice
- 1934 : Million Dollar Ransom, de Murray Roth
- 1934 : María Galante, de Henry King
- 1938 : Salk Shakers, de Milton Schwarzwald
- 1947 : Fuerza bruta, de Jules Dassin
- 1947 : Intrigue, de Edwin L. Marin
- 1948 : They Live by Night, de Nicholas Ray
- 1949 : A Woman's Secret, de Nicholas Ray
- 1949 : Oh, You Beautiful Doll, de John M. Stahl
- 1949 : Down to sea in ships, de Henry Hathaway
- 1950 : Winchester '73, de Anthony Mann
- 1950 : Buccaneer's Girl, de Frederick De Cordova
- 1950 : The Yellow Cab Man, de Jack Donohue
- 1950 : Two Flags West, de Robert Wise
- 1951 : Infierno en las nubes, de Nicholas Ray
- 1951 : The model and the marriage broker, de George Cukor
- 1951 : The People Against O'Hara, de John Sturges
- 1952 : The Las Vegas Story, de Robert Stevenson
- 1952 : Bend of the River, de Anthony Mann
- 1953 : Thunder Bay, de Anthony Mann
- 1953 : Devil's Canyon, de Alfred L. Werker
- 1953 : The Wild One, de László Benedek
- 1954 : Tierras lejanas, de Anthony Mann
- 1955 : Man Without a Star, de King Vidor
- 1955 : Six Bridges to Cross, de Joseph Pevney
- 1955 : Oklahoma!, de Fred Zinnemann
- 1955 : Strategic Air Command, de Anthony Mann
- 1955 : Kismet, de Vincente Minnelli
- 1955 : It's always Fair Weather, de Stanley Donen y Gene Kelly
- 1956 : 7th Cavalry, de Joseph H. Lewis
- 1956 : The King and Four Queens, de Raoul Walsh
- 1956 : The Killing, de Stanley Kubrick
- 1957 : Jet Pilot, de Josef von Sternberg
- 1957 : The Midnight Story, de Joseph Pevney
- 1957 : Yuma, de Samuel Fuller
- 1957 : Hot Summer Night, de David Friedkin
- 1957 : Night Passage, de James Neilson
- 1958 : From Hell to Texas, de Henry Hathaway
- 1960 : Río salvaje, de Elia Kazan
- 1960 : Studs Lonigan, de Irving Lerner
- 1962 : La conquista del Oeste, de John Ford, George Marshall y Henry Hathaway
- 1965 : Cat Ballou, de Elliot Silverstein
- 1965 : The Greatest Story Ever Told, de George Stevens, David Lean y Jean Negulesco
- 1968 : Firecreek, de Vincent McEveety
- 1968 : Hellfighters, de Andrew V. McLaglen
- 1971 : The Seven Minutes, de Russ Meyer

### Televisión

#### Series
- 1958 : Randall, el justiciero, episodio Miracle at Pot Hole
- 1959-1962 : Los Intocables, episodios You can't pick the Number (1959, de Richard Whorf) y Fall Guy (1962, de Bernard L. Kowalski)
- 1959-1965 : Rawhide, episodios Incident of the Widowed Dove (1959, de Ted Post), Incident at Hourglass (1964, de Christian Nyby) y Josh (1964, de Herschel Daugherty)
- 1960 : Ruta 66, episodio Legacy for Lucia
- 1962 : Follow the Sun, episodio The Last of the Big Spenders
- 1962 : Bus Stop, episodio Verdict of 12, de Felix E. Feist
- 1963 : Bonanza, episodio The Prime of Life, de Christian Nyby
- 1963-1964 : Burke's Law, episodios Who killed Holly Howard ? (1963, de Hy Averback), Who killed Wade Walker ? (1963) y Who killed Molly ? (1964, de Don Weis)
- 1964 : Gunsmoke, episodio Owney Tupper had a Daughter, de Jerry Hopper
- 1966-1969 : El virginiano, episodios The Wolves Up Front, the Jackals Behind (1966, de Paul Stanley), The Barren Ground (1967, de Abner Biberman) y Stopover (1969)
- 1967 : Ironside, episodio A Very Cool Hot Car
- 1969 : Audacia es el juego, episodios The Incomparable Connie Walker y Chains of Command

#### Telefilmes
- 1966 : Fame is the Name of the Game, de Stuart Rosenberg
- 1968 : The Sound of Anger, de Michael Ritchie
- 1970 : The Old Man who cried Wolf, de Walter Grauman
- 1971 : Sam Hill : Who killed Mr. Foster ?, de Fielder Cook